# Lojd Zsuzsanna
Lojd Zsuzsanna, Szegediné (Budapest, 1956. április 18. –) válogatott labdarúgó, középpályás. Az első hivatalos női válogatott mérkőzés résztvevője 1985-ben.

## Pályafutása

### Klubcsapatban
1970-es évektől a Renova játékosa volt. A csapattal, két alkalommal nyert magyar bajnoki címet. 1992-ben vonult vissza az aktív labdarúgástól.

### A válogatottban
1985 és 1986 között hét alkalommal szerepelt a válogatottban és két gólt szerzett.

## Sikerei, díjai
- Magyar bajnokság
  - bajnok: 1989–90, 1991–92
  - 2.: 1984–85, 1985–86, 1986–87, 1987–88, 1990–91
  - 3.: 1988–89

## Statisztika

### Mérkőzései a válogatottban
| Magyarország | Magyarország         | Magyarország                    | Magyarország  | Magyarország | Magyarország  | Magyarország | Magyarország | Magyarország   |
| #            | Dátum                | Helyszín                        | Hazai         | Eredmény     | Vendég        | Kiírás       | Gólok        | Esemény        |
| ------------ | -------------------- | ------------------------------- | ------------- | ------------ | ------------- | ------------ | ------------ | -------------- |
| 1.           | 1985. április 9.     | Siófok, Városi Stadion          | Magyarország  | 1 – 0        | NSZK          | barátságos   | -            |                |
| 2.           | 1985. április 14.    | Pozsony                         | Csehszlovákia | 2 – 2        | Magyarország  | barátságos   | -            | lecserélve     |
| 3.           | 1985. április 27.    | Szekszárd                       | Magyarország  | 1 – 0        | Spanyolország | Eb-selejtező | -            |                |
| 4.           | 1985. május 25.      | Gyöngyös                        | Magyarország  | 2 – 3        | Olaszország   | Eb-selejtező | 1            | 61' (11-esből) |
| 5.           | 1985. szeptember 21. | Salgótarján, Síküveggyári pálya | Magyarország  | 2 – 1        | Csehszlovákia | barátságos   | 1            | 26'            |
| 6.           | 1985. október 12.    | Renens                          | Svájc         | 1 – 2        | Magyarország  | Eb-selejtező | -            | lecserélve     |
| 7.           | 1986. március 22.    | Niš                             | Jugoszlávia   | 1 – 1        | Magyarország  | barátságos   | -            | becserélve     |
|              | Összesen             |                                 |               | 7            | mérkőzés      |              | 2            | gól            |